# Syllepte lygropialis
Syllepte lygropialis là một loài bướm đêm trong họ Crambidae.